# Кинг, Майкл Патрик
Майкл Патрик Кинг (англ. Michael Patrick King; род. 14 сентября 1954, Скрантон, США) — американский режиссёр, сценарист и продюсер телевидения. Известен в основном своими работами над сериалом «Секс в большом городе» и его двумя кинопродолжениями, над которыми Кинг трудился в качестве режиссёра. Также работал над другими сериалами — «Возвращение», «Уилл и Грейс», «Сибилл» и «Мерфи Браун».

## Биография
Майкл родился 14 сентября 1954 года в городе Скрантон в штата Пенсильвания в семье ирландских католиков. В семье из четырёх детей он был единственным сыном.
В 20 лет Кинг бросил колледж. В 1980-х годах Кинг переехал в Нью-Йорк, участвуя в местном юмористическом шоу, писал сценарии миниатюр для выступлений. Затем он переехал в Лос-Анджелес, где начал писать для шоу «Мерфи Браун» — за свою работу он был удостоен нескольких номинаций на премию «Эмми».

## Личная жизнь
Кинг — открытый гей. Владелец компании Arcade Productions.

## Фильмография

### Сценарист
- 1988 — 1998 — Мерфи Браун / Murphy Brown
- 1998 — 2004 — Секс в большом городе / Sex and the City
- 1998 — 2006 — Уилл и Грейс / Will & Grace
- 2005 — Возвращение / The Comeback
- 2008 — Секс в большом городе / Sex and the City
- 2010 — Секс в большом городе 2 / Sex and the City 2
- 2011 — 2017 — Две девицы на мели / 2 Broke Girls
- 2020 — ЭйДжей и Королева / AJ and the Queen
- 2021 — И просто так / And Just Like That...

### Продюсер
- 1998 — 2004 — Секс в большом городе / Sex and the City
- 1998 — 2006 — Уилл и Грейс / Will & Grace
- 2005 — Возвращение / The Comeback
- 2008 — Секс в большом городе / Sex and the City
- 2010 — Секс в большом городе 2 / Sex and the City 2
- 2011 — 2017 — Две девицы на мели / 2 Broke Girls
- 2020 — ЭйДжей и Королева / AJ and the Queen
- 2021 — И просто так / And Just Like That...

### Режиссёр
- 1998 — 2004 — Секс в большом городе / Sex and the City
- 2005 — Возвращение / The Comeback
- 2008 — Секс в большом городе / Sex and the City
- 2010 — Секс в большом городе 2 / Sex and the City 2
- 2021 — И просто так / And Just Like That...

### Актёр
- 1990 — Как быть Луизой — Агент
- 1998-2004 — Секс в большом городе — пациент в психиатрической лечебнице, в титрах не указан
- 1999 — Larry David: Curb Your Enthusiasm — HBO Publicist